# Jamesonia lindigii
Jamesonia lindigii är en kantbräkenväxtart som först beskrevs av Georg Heinrich Mettenius, och fick sitt nu gällande namn av Maarten J.M. Christenhusz. Jamesonia lindigii ingår i släktet Jamesonia och familjen Pteridaceae. Inga underarter finns listade.